# National Australia Bank

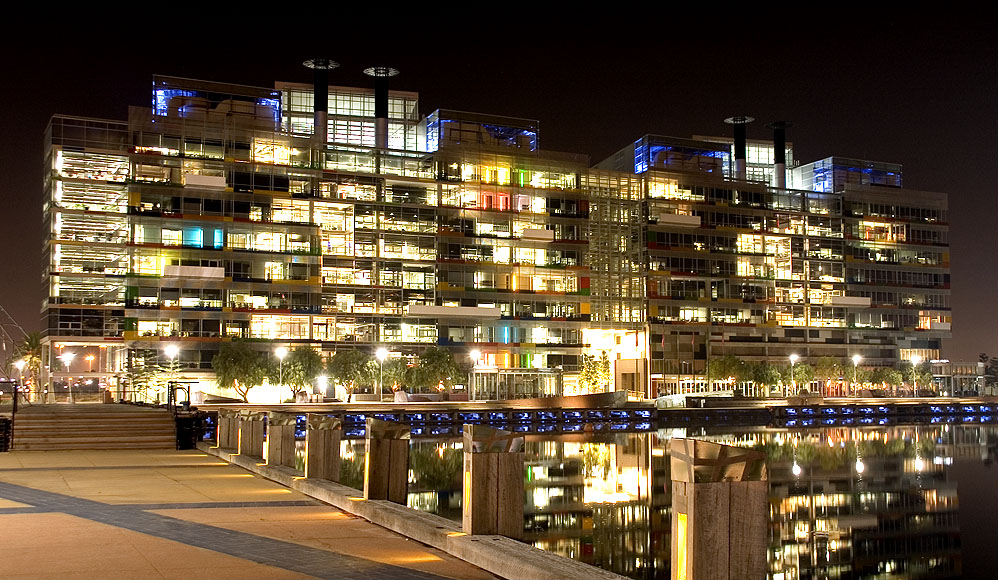
Sede da NAB em Docklands, Melbourne, Austrália

O National Australia Bank (NAB abreviado, marca nab) é uma das quatro maiores instituições financeiras da Austrália em termos de capitalização de mercado, ganhos e clientes. O NAB foi classificado como o 21º maior banco do mundo medido por capitalização de mercado e o 50º maior banco do mundo, medido pelo total de ativos em 2014, caindo para o 49º maior em março de 2016. A partir de novembro de 2014, a NAB operava 1.590 agências e centros de serviço; e 4.412 caixas eletrônicos na Austrália, Nova Zelândia e Ásia, atendendo a 12,7 milhões de clientes.
A NAB possui um rating de emissor de longo prazo "AA-" da Standard & Poor's.

## História

### História antiga

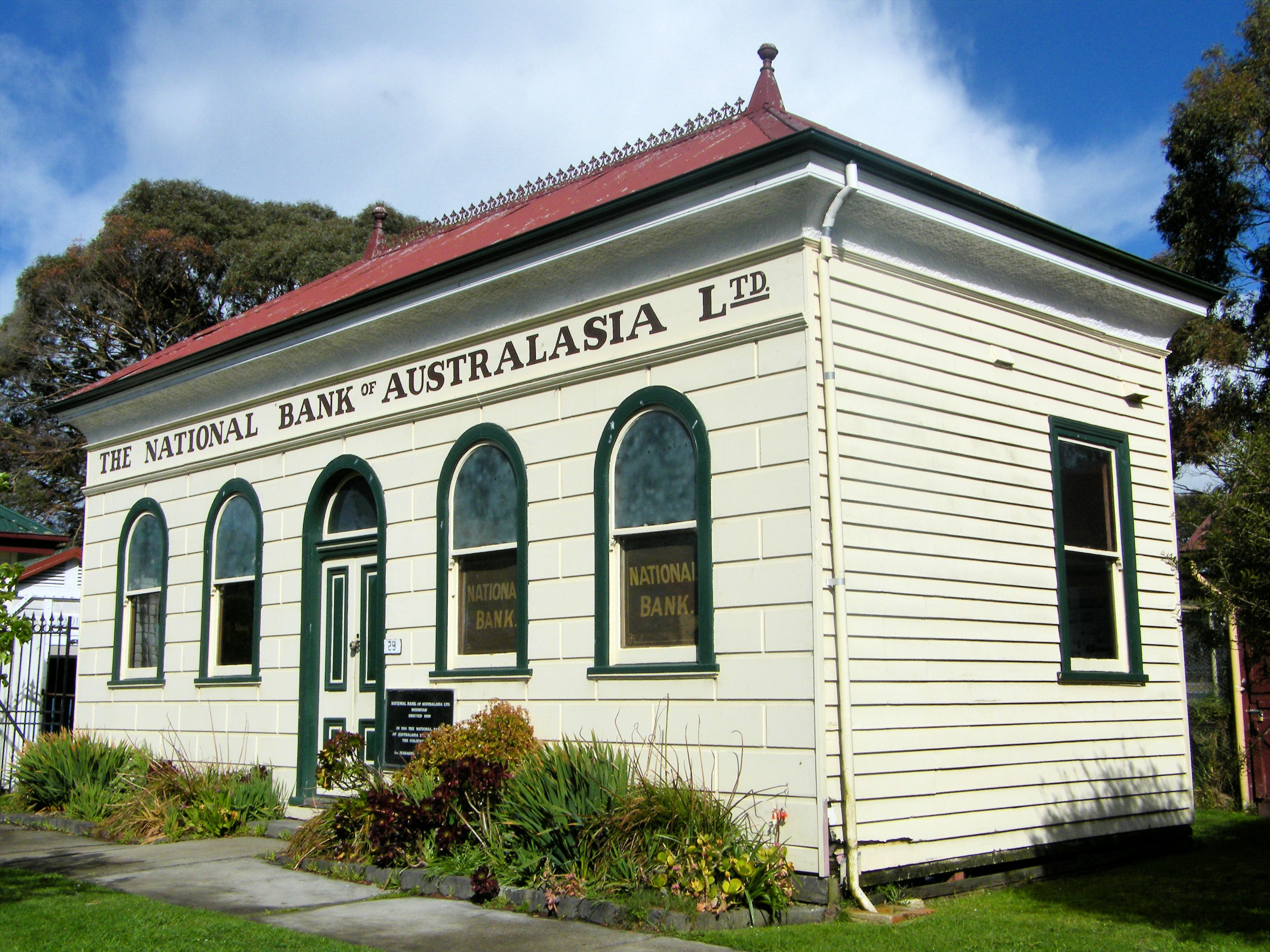
O Banco Nacional Meeniyan da Australásia, agora localizado em Old Gippstown em Moe

O National Australia Bank foi formado como National Commercial Banking Corporation of Australia Limited em 1982 pela fusão do National Bank of Australasia e da Commercial Banking Company de Sydney. A empresa resultante foi posteriormente renomeada como National Australia Bank Limited.
A base financeira expandida da entidade resultante da fusão desencadeou uma expansão offshore significativa nos anos seguintes. Os escritórios de representação foram estabelecidos em Pequim (1982), Chicago (filial 1982), Dallas (1983), Seul (1983, atualizado para uma filial em 1990), São Francisco (1984), Kuala Lumpur (1984), Atenas (1984, fechada). 1989), Frankfurt (1985, fechado em 1992), Atlanta (1986), Bangkok (1986), Taipei (1986 atualizado para a filial 1990), Shanghai (1988, fechada em 1990), Houston (1989) e Nova Délhi (1989).
Em 1987, a NAB comprou o Clydesdale Bank (Escócia) e o Northern Bank (Irlanda do Norte e República da Irlanda) do Midland Bank. Ele renomeou as agências do Northern Bank na República da Irlanda para National Irish Bank e alterou os logotipos de ambos os bancos dos do Midland Bank. Em 1990, a NAB comprou o Yorkshire Bank (Inglaterra e País de Gales).
Outras aquisições se seguiram - Banco da Nova Zelândia em 1992, que na época detinha uma participação de mercado de 26% no mercado da Nova Zelândia, e Michigan National Bank (MNB) em 1995. A NAB havia anteriormente racionalizado suas operações nos EUA e fechado seus escritórios em Atlanta, Chicago, Dallas, Houston e San Francisco em 1991.
Esse período de rápida expansão por meio da aquisição foi concluído com as compras em 1997 da HomeSide Lending, uma das principais criadoras e prestadoras de hipotecas dos EUA com sede na Flórida, e mais significativamente, a aquisição em 2000 da MLC Limited (e entidades relacionadas da MLC) por US$ 4,56 bilhões, uma das maiores fusões da história corporativa australiana.
A NAB encontrou um período difícil no período de 2000-2005. Em 2000, a NAB vendeu o Michigan National Bank para o ABN AMRO e, em 2001, vendeu os ativos operacionais da HomeSide por US$ 1,9 bilhões para a Washington Mutual, a maior empresa de poupança e empréstimo dos EUA, bem como a tecnologia e plataforma operacional de serviço de empréstimos da unidade de hipoteca.

### Mudanças executivas
A fraude do trader em moeda estrangeira foi o catalisador das renúncias do CEO Frank Cicutto e do presidente Charles Allen. As renúncias foram precedidas de uma revolta no Conselho, em que Catherine Walters emergiu como denunciante, citando sérios problemas culturais na empresa, que levaram a uma série de falhas.
Frank Cicutto foi CEO da NAB de 1999 a 2004. O ambiente econômico australiano durante sua liderança permaneceu estável e produtivo após 17 anos consecutivos de crescimento econômico desde 1992, com média de 3,3% ao ano.
Em fevereiro de 2004, John Stewart foi nomeado CEO da NAB após a demissão da Cicutto. Stewart prosseguiu com uma ampla reorganização da empresa em linhas regionais, levando à nomeação de Ahmed Fahour como CEO da Austrália em setembro de 2004. Em 20 de fevereiro de 2009, Fahour deixou o Conselho Diretor e o Comitê Executivo do Grupo.
Em 2005, a NAB anunciou um corte de 2.000 empregos australianos como parte de um programa global de corte de custos com a intenção de cortar cerca de 4.200 posições - cerca de 10,5% de sua força de trabalho total em todo o mundo.
Começou a terceirizar posições de back office no exterior, começando com um piloto com 23 empregos do departamento de contas a pagar em Melbourne, indo para Bangalore, Índia, em um acordo com a Accenture. No final daquele ano, vendeu o Northern Bank e o National Irish Bank para o Danish Danske Bank. Mais de 200 empregos adicionais haviam sido enviados para o exterior em 2006.
Como parte do programa de mudança de cultura, uma nova sede australiana foi construída em Docklands, em Melbourne. Este edifício é caracterizado por seu layout de plano aberto e foi inaugurado oficialmente em outubro de 2004. Depois que Cameron Clyne se tornou CEO em 2009, o edifício Docklands se tornou a sede global, substituindo a 500 Bourke Street.
Em 2006, a NAB havia mudado sua sorte, registrando um lucro recorde de US$ 4,3 bilhões na indústria e ganhando dois prêmios locais do Banco do Ano. Também teve uma grande reforma que incluiu a reforma de todas as suas filiais e a substituição de sinalização dentro e ao redor de filiais e edifícios nacionais, sendo alterada de 'Nacional' para 'nab'.
Em maio de 2007, a NAB anunciou que sairia da Bolsa de Valores de Nova York, e isso ocorreu em agosto de 2007. A NAB retirou-se das bolsas de Londres e Tóquio em 2006.
Em março de 2008, a NAB anunciou que enviaria manutenção e suporte para alguns aplicativos bancários essenciais para a Índia por meio de um acordo de terceirização com a Infosys e a Satyam, afetando outros 260 funcionários.
Em 25 de julho de 2008, o anúncio da NAB de uma provisão adicional de US$ 830 milhões associada à deterioração nos mercados imobiliários dos EUA desencadeou a maior queda em um único dia em seu preço das ações em 21 anos, limpando mais de A$ 7 bilhões do valor das ações.

### Época atual
Em outubro de 2008, a NAB lançou um banco direto sem agência, negociando separadamente como UBank, sob a liderança de Greg Sutherland e Gerd Schenkel.
Em janeiro de 2009, Cameron Clyne se tornou CEO e iniciou uma estratégia de mudança de reputação, gerenciamento de patrimônio e foco nos mercados domésticos.
Como parte dessa estratégia, o banco de varejo com baixo peso da NAB - sob a liderança de Lisa Gray - tentou aumentar a participação de mercado competindo em preços e cortando taxas. Inicialmente amassando os ganhos na divisão, a estratégia produziu resultados mistos no médio prazo, com ganhos em dinheiro, participação de mercado e satisfação do cliente aumentando, mas a margem operacional e a razão custo/receita pioraram desde o início em 2009.
Seguindo a estratégia, a NAB tentou se diferenciar dos outros "Big 4" bancos australianos em uma grande campanha nacional de relações públicas centrada em um tema de "rompimento" com os outros bancos no Dia dos Namorados de 2011. A campanha recebeu uma recepção positiva e negativa. Também atraiu respostas competitivas rápidas de outros grandes bancos. A campanha ganhou um prêmio de publicidade em Cannes.
Em 2009, a NAB adquiriu o negócio de hipotecas da Challenger Financial Services por US$ 385 milhões, a fim de aumentar sua participação de mercado no canal corretor. A compra também incluiu os negócios de agregação de hipotecas PLAN, Choice e FAST e aproximadamente 17,5% na Homeloans Ltd. Em junho daquele ano, pagou A$ 825 milhões (US$ 660 milhões: £401 milhões) pelos negócios australianos de gestão de fortunas da seguradora britânica Aviva, incluindo sua plataforma Navigator. A NAB venceu a concorrência do AMP for Navigator. Em julho de 2009, a NAB adquiriu uma participação de 80% na divisão de gerenciamento de patrimônio privado da Goldman Sachs JBWere, por A$ 99 milhões.
Em dezembro de 2009, a NAB iniciou uma tentativa de 9 meses para adquirir a AXA Asia Pacific. Esta tentativa foi bloqueada duas vezes pela ACCC. A primeira vez, em abril de 2010, foi porque o órgão regulador acreditava que a fusão causaria uma redução substancial da concorrência no mercado de plataformas de investimento de varejo. Posteriormente, a NAB apresentou uma proposta revisada que visava abordar essas preocupações, mas foi rejeitada pela segunda vez em setembro daquele ano. O processo prolongado do acordo com a AXA atraiu críticas pelo baixo desempenho do Banco.
Os maus resultados financeiros de 2012 da NAB, no entanto, questionaram sua estratégia: o lucro líquido caiu 22% em comparação com o ano anterior.
Em 2014, o governo da NAB em Melbourne anunciou que Cameron Clyne seria sucedido como CEO por Andrew Thorburn, chefe da NAB na Nova Zelândia. Em agosto de 2014, Lisa Gray deixou a NAB como parte de um conjunto mais amplo de mudanças de executivos.
Como parte de uma estratégia para focar a NAB em seus mercados domésticos, o banco listou sua subsidiária americana Great Western Bank na Bolsa de Nova York em outubro de 2014 como parte de uma oferta pública inicial. A NAB vendeu sua participação final de 28,5% na Great Western em julho de 2015.
Em maio de 2015, a NAB também confirmou que iria desmerecer seus negócios em Clydesdale e Yorkshire Bank no Reino Unido, por meio de uma oferta pública inicial. O negócio foi parcialmente lançado na Bolsa de Londres e na Bolsa de Valores da Austrália sob uma nova holding, CYBG plc, em fevereiro de 2016, com as ações restantes distribuídas aos acionistas da NAB.

## Assuntos Corporativos

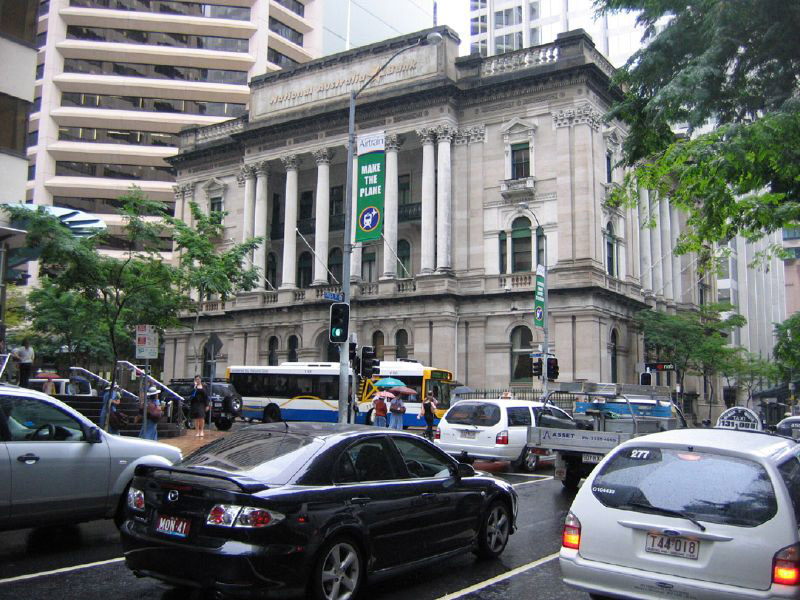
Edifício do Banco Nacional da Austrália em Brisbane

### Chefes-Executivos
Os seguintes indivíduos foram nomeados para servir como diretor executivo:
| # | Nome             | Título                  | Início do mandato        | Fim do mandato         | Ref.   |
| - | ---------------- | ----------------------- | ------------------------ | ---------------------- | ------ |
| 1 | Jack Booth       | CEO e Diretor Executivo | 1 de janeiro de 1983     | 1985                   | [ 49 ] |
| 1 | Vic Martin       | CEO e Diretor Executivo | 1 de janeiro de 1983     | 1983                   | [ 50 ] |
| 2 | Nobby Clark      | CEO e Diretor Executivo | 1985                     | 1990                   |        |
| 3 | Don Argus AO     | CEO e Diretor Executivo | 1991                     | 1999                   |        |
| 4 | Frank Cicutto    | CEO e Diretor Executivo | 1999                     | setembro 2004          |        |
| 5 | John Stewart     | CEO e Diretor Executivo | Setembro de 2004         | 31 de dezembro de 2008 |        |
| 6 | Cameron Clyne    | CEO e Diretor Executivo | 1 de janeiro de 2009     | Agosto de 2014         | [ 51 ] |
| 7 | Andrew Thorburn  | CEO e Diretor Executivo | Agosto de 2014           | Fevereiro de 2019      | [ 52 ] |
| 8 | Philip Chronican | CEO e Diretor Executivo | desde 1 de março de 2019 | titular                | [ 53 ] |

### Chairs
As seguintes pessoas foram nomeadas para servir como Chairman:
| # | Nome                         | Título               | Início do termo      | Fim do mandato   | Ref.          |
| - | ---------------------------- | -------------------- | -------------------- | ---------------- | ------------- |
| 1 | Sir Robert Law-Smith CBE AFC | Chairman do Conselho | 1 de janeiro de 1983 | 1986             | [ 54 ] [ 55 ] |
| 2 | Sir Rupert Clarke            | Chairman do Conselho | 1986                 | Janeiro de 1992  |               |
| 3 | Bill Irvine OAM              | Chairman do Conselho | Janeiro de 1992      | Setembro de 1997 | [ 56 ]        |
| 4 | Mark Rayner                  | Chairman do Conselho | Setembro de 1997     | 2001             |               |
| 5 | Charles Allen AO             | Chairman do Conselho | 2001                 | Fevereiro 2004   |               |
| 6 | Graham Kraehe AO             | Chairman do Conselho | Fevereiro de 2004    | Setembro de 2005 |               |
| 7 | Michael Chaney AO            | Chairman do Conselho | Setembro de 2005     | Dezembro 2015    |               |
| 8 | Ken Henry AC                 | Chairman do Conselho | Dezembro de 2015     | Julho 2019       | [ 57 ]        |
| 9 | Ross McEwan                  | Chairman do Conselho | desde julho de 2019  | titular          |               |

### Visão geral
O National Australia Bank Group está organizado em oito divisões, espalhadas por duas regiões geográficas.
| Região                        | Divisão | Descrição | |
| ----------------------------- | --- | --- | --- |
| Austrália                     | | | |
| Business Banking              | - Maior banco comercial da Austrália (por ativos) - Funcionários: 5.427 - ~ 700.000 clientes - Ganhos em dinheiro em 2011: US$ 2,4 bilhões | | |
| Personal Banking              | - Quarto maior banco de varejo da Austrália - Funcionários: 8.706 - ~ 3.000.000 de clientes (~100.000 clientes do UBank) - As marcas incluem: NAB Retail, UBank, Homeside e Advantedge - Ganhos em dinheiro em 2011: US$ 932 milhões                                                                            | | |
| UBank                         | - Um banco direto centrado na Internet - ~ Depósitos de US$ 15 bilhões - ~ 100.000 clientes | | |
| MLC & NAB Private Wealth      | - 5.909 funcionários - Soluções de investimento, aposentadoria, seguro e patrimônio privado para investidores individuais e clientes corporativos - As marcas incluem: MLC, JBWere, Navigator, Ameixa, JANA, NAB Private Wealth - Ganhos em dinheiro em 2011: US$ 533 milhões                                   | | |
| Nova Zelândia                 | NZ Banking | - Banco da Nova Zelândia - Serviços bancários e de seguros de varejo, negócios e agronegócios - Funcionários: 4.641 - ~ 1 milhão de clientes - Ganhos em dinheiro em 2011: US$ 469 milhões | - Banco da Nova Zelândia - Serviços bancários e de seguros de varejo, negócios e agronegócios - Funcionários: 4.641 - ~ 1 milhão de clientes - Ganhos em dinheiro em 2011: US$ 469 milhões |
| Global                        | | | |
| Wholesale Banking             | - 2.889 funcionários localizados na Austrália, Nova Zelândia e Ásia - Recursos: mercado de capitais, câmbio, derivativos, financiamento de projetos, serviços de custódia - Especializações do setor: Instituições financeiras, Infraestrutura, Recursos naturais - Ganhos em dinheiro em 2011: US$ 661 milhões | - 2.889 funcionários localizados na Austrália, Nova Zelândia e Ásia - Recursos: mercado de capitais, câmbio, derivativos, financiamento de projetos, serviços de custódia - Especializações do setor: Instituições financeiras, Infraestrutura, Recursos naturais - Ganhos em dinheiro em 2011: US$ 661 milhões | |
| Specialised Group Assets      | - Banco ruim contendo aproximadamente A$ 15 bilhões em exposições, incluindo CDOs e dívida de alto rendimento - Criado após a crise financeira global - Apontar para a descida ordenada dos ativos ao longo do tempo - Ganhos em dinheiro em 2011: US$ 110 milhões                                              | - Banco ruim contendo aproximadamente A$ 15 bilhões em exposições, incluindo CDOs e dívida de alto rendimento - Criado após a crise financeira global - Apontar para a descida ordenada dos ativos ao longo do tempo - Ganhos em dinheiro em 2011: US$ 110 milhões                                              | |
| Corporate Functions and Other | - Inclui as operações do Grupo na Ásia, bem como as funções de financiamento do grupo e outras funções de serviço - Ganhos em dinheiro em 2011: US$ 159 milhões | - Inclui as operações do Grupo na Ásia, bem como as funções de financiamento do grupo e outras funções de serviço - Ganhos em dinheiro em 2011: US$ 159 milhões | |

### Tecnologia

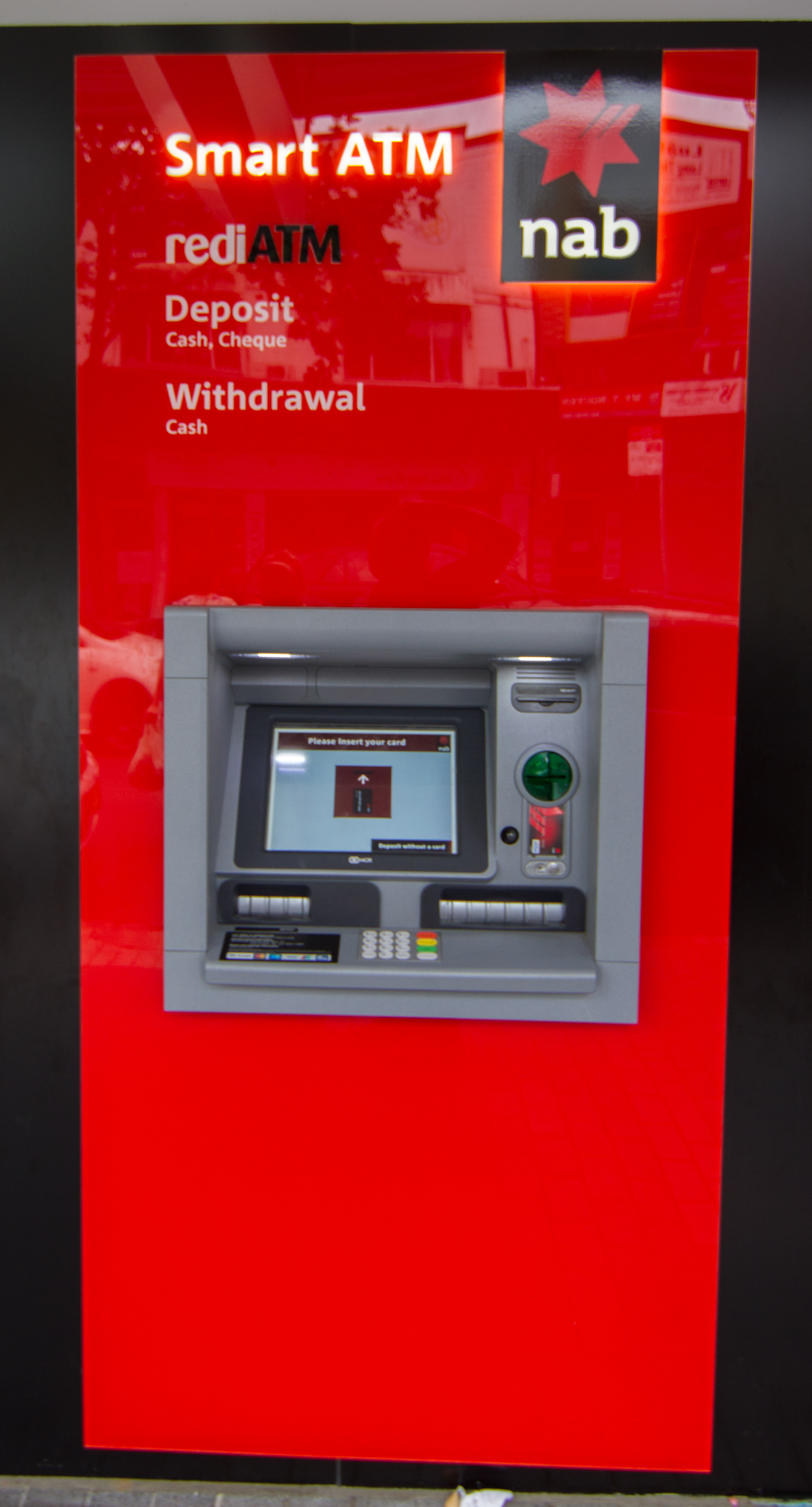
NAB bank ATM

O NAB é um grande usuário dos sistemas Siebel e Teradata CRM. Embora a NAB tenha sido reconhecida como pioneira e líder em CRM (Customer Relationship Management) o sistema foi revigorado em 2004/5 como parte da recuperação mais ampla para apoiar o novo foco na venda cruzada.
Em 2006, a NAB foi nomeada vencedora dos prêmios IFS/Cap Gemini Financial Innovation por seu sistema de CRM, chamado internamente de "Líderes Nacionais".
Em 25 de novembro de 2010, a NAB sofreu um mau funcionamento do sistema, resultando na falha do processamento de contas. Como resultado, cerca de 60.000 transações bancárias foram perdidas e tiveram que ser recuperadas manualmente. O mau funcionamento foi causado por uma corrupção de um arquivo de sistema insubstituível. Esta questão foi apelidada por alguns comentaristas como uma das maiores falhas na história do sistema bancário australiano.
Sob a liderança de Cameron Clyne, a NAB começou a atualizar sua plataforma de banco central em um projeto chamado "NextGen". O projeto envolve a substituição de seus sistemas legados com até 40 anos de idade por uma solução baseada em Oracle. Foi relatado que o UBank era o primeiro beneficiário deste projeto. No total, esperava-se que o projeto fosse concluído em 2014 e custasse US$ 1 bilhão.
Em abril de 2014, o programa "NextGen" da NAB sofria "problemas crescentes".

### Responsabilidade corporativa
Em 2008, a NAB investiu US$ 33,5 milhões em iniciativas de responsabilidade corporativa. Sua meta é gastar 1% dos ganhos em dinheiro antes dos impostos nesta área. Em 2009, a NAB se tornou o maior local de trabalho credenciado pela Fairtrade na Austrália através da compra de chá, café e chocolate quente Fairtrade para seus escritórios e filiais de varejo. Em março de 2010, a NAB declarou que esperava economizar cerca de US$ 1 milhão em custos anuais de energia de uma planta de geração tripla de US$ 6,5 milhões em seu principal data center. A NAB tornou-se uma das maiores empresas neutras em carbono da Austrália em setembro de 2010. A NAB ficou em primeiro lugar entre as empresas de serviços financeiros das empresas Global 500 no Índice de Liderança em Divulgação de Carbono 2010.

### Patrocínios e bolsas de estudo
Durante esse período, o NAB emergiu como um dos principais patrocinadores do futebol de regras australiano, tanto em nível de base quanto de elite. Apoia o Auskick, uma iniciativa para melhorar jovens jogadores de futebol, bem como a NAB Cup (uma competição de pré-temporada da Liga Australiana de Futebol), o prêmio NAB AFL Rising Star; e o AFL National Draft. Outros importantes patrocínios esportivos incluem o Socceroos, os Jogos da Commonwealth de 2006, e foi o principal patrocinador de camisas dos South Sydney Rabbitohs entre 2008 e 2010.
Também é dado apoio a voluntários de grupos comunitários na Austrália. Nos últimos anos, a NAB forneceu apoio financeiro e ajuda aos agricultores afetados pela seca e ajudou na limpeza das inundações afetadas em Queensland e Victoria. A NAB também patrocinou a Bolsa Sheikh Fehmi El-Imam, projetada para ajudar a fortalecer os vínculos entre a NAB e a comunidade muçulmana e permite que um estudante de graduação continue os estudos de pós-graduação em finanças e economia.
O National Australia Bank é o atual e inaugural parceiro de direitos de nomeação para mulheres da AFL.

## Controvérsias
Em 2004, a NAB descobriu que, como resultado de operações não autorizadas à vista em seu balcão de opções em moeda estrangeira, as perdas totalizando A$ 360 milhões haviam sido encobertas. As investigações da PricewaterhouseCoopers e da Autoridade de Regulação Prudencial da Austrália destacaram a necessidade de mudança cultural. As perdas foram resultado de uma posição especulativa fracassada em que os comerciantes falsificaram os lucros para acionar bônus ao longo de vários anos. Para realmente gerar os lucros relatados, os traders especularam sobre o dólar americano, apostando que ele aumentaria em relação ao dólar australiano e outras moedas. Em 2006, dois ex-negociadores de opções de moeda estrangeira da NAB foram condenados por acusações apresentadas pela Comissão Australiana de Valores Mobiliários e Investimentos (ASIC) e incorridos em prisão.

### Má conduta do planejador financeiro
Atuando em uma reclamação de um cliente, uma investigação da Comissão Australiana de Valores Mobiliários e Investimentos (ASIC) descobriu que, entre 1997 e 2001, um vendedor de produtos financeiros da NAB, Paul Drakos, trabalhando em uma filial do norte de Sydney em Hornsby, fez recomendações a vários clientes da NAB, principalmente aposentados, para investir na BSI Corp, uma entidade com sede nas Bahamas que não era um produto de investimento aprovado pela NAB. Segundo a ASIC, pelo menos US$ 6,2 milhões foram posteriormente transferidos das contas do exterior nas Bahamas e na República Dominicana de volta para uma conta corporativa privada, mantida pelo Grupo de Investimentos Estratégicos ACN 080 924 036 e controlada por um único diretor, o mesmo Paul Drakos. Os fundos foram aplicados a partir desta conta como empréstimos disfarçados de investimentos para várias oportunidades de negócios fracassadas entre seus associados familiares, incluindo um campo de golfe na costa central de NSW, uma empresa de encanamentos e negócios de futuros e commodities. As propriedades da terra, como títulos inflacionados, também foram usadas pelo fracassado Allco Hit. O funcionário da NAB não estava oficialmente conectado ao BSI, mas deu instruções aos agentes do Canadá para providenciar a transferência de fundos de volta ao Strategic Investments Group e outras contas. Em 29 de maio de 2006, o funcionário da NAB se declarou culpado de 8 acusações de obter desonestamente uma vantagem financeira por engano, 2 acusações de apropriação indébita fraudulenta e 3 acusações de fabricar e usar documentos falsos. Há também uma conexão, ainda não perseguida pela ASIC, ao colapso da Allco HIT Ltd e da Strategic Finances, onde se suspeita que o pantanal tenha sido usado para sustentar as transações financeiras. Durante o período das investigações, a NAB concedeu ao autor da fraude um empréstimo de US$ 350.000 garantido por pântanos na costa central de NSW.

### Evasão fiscal e sobrecarga de clientes na Irlanda
A subsidiária irlandesa do banco, National Irish Bank, foi objeto de um inquérito de seis anos realizado por inspetores nomeados pelo Supremo Tribunal irlandês. Eles estabeleceram que o National Irish Bank havia se comprometido a sobrecarregar seus próprios clientes e esquemas de evasão fiscal antes de 1998. O juiz Peter Kelly, juiz da Suprema Corte da Irlanda, comentou após a publicação do Relatório "O edifício da banca é construído sobre uma base de confiança. Nas constatações dos inspetores, houve uma quebra de confiança. A operação foi realizada durante um período de anos de forma deliberada". O Diretor de Execução Corporativa solicitou posteriormente ao Tribunal Superior a proibição de nove gerentes seniores de serem executivos de qualquer empresa.

### Registros do HomeSide
A NAB registrou duas reduções associadas ao HomeSide. Primeiro, em julho de 2001, a NAB registrou um abatimento de US$ 450 milhões no valor de seus direitos de serviço hipotecário capitalizado (CMSRs) durante o trimestre encerrado em 30 de junho de 2001, e foi o resultado de volumes de refinanciamento hipotecários excepcionalmente altos que reduziram o valor dos CMSRs, combinado com um ambiente de mercado de capitais mais desafiador para proteger o risco da taxa de juros. Isso foi seguido em breve por uma segunda redução relatada em setembro, totalizando US$ 1,75 bilhão; essa segunda redução consistiu em US$ 400 milhões de uma suposição incorreta de taxa de juros incorporada no modelo de avaliação de direitos de serviço hipotecário, US$ 760 milhões em premissas alteradas no modelo decorrentes da incerteza e turbulência sem precedentes no mercado de serviços hipotecários; US$ 590 milhões provenientes da baixa do ágio. No total, a NAB registrou perdas de US$ 2,2 bilhões devido ao HomeSide.
Como resultado de todos esses eventos, os acionistas australianos da NAB tentaram processá-la nos Estados Unidos por fraude de valores mobiliários, mesmo que os demandantes, o réu e os valores mobiliários em questão (ações da NAB) estivessem todos localizados na Austrália. (A principal vantagem de processar nos EUA decorre da Basic Inc. v. Levinson (1988), segundo o qual se presume que o réu cometeu "fraude no mercado", a menos que o réu prove o contrário.) O caso Morrison v. National Australia Bank Ltd acabou sendo submetido à Suprema Corte dos EUA, que decidiu por unanimidade em 8-0 em 24 de junho de 2010 que a lei dos EUA contra fraude de valores mobiliários não se aplica a transações de valores mobiliários que ocorram fora do país.

### Empresas de combustíveis fósseis financiadas
Estima-se que, desde 2008, a NAB emprestou US$ 11,2 bilhões para a indústria de combustíveis fósseis na Austrália, posicionando-se como o terceiro maior emprestador nesse sentido. Comparativamente, os empréstimos para energia renovável são estimados em US$ 2,2 bilhões no mesmo período, ou aproximadamente 20% da quantidade de combustíveis fósseis. Estima-se que os quatro grandes bancos australianos, dos quais a NAB faz parte, tenham concedido aproximadamente um terço de todos os empréstimos à indústria de combustíveis fósseis na Austrália desde 2008. As emissões financiadas contam para as emissões do Escopo 3 de uma empresa sob o Protocolo de Gases de Efeito Estufa.
A preocupação de que esse financiamento seja significativo para a contribuição da Austrália ao aquecimento global levou a várias respostas da comunidade australiana. Isso inclui a criação de produtos de aposentadoria e investimento sem combustíveis fósseis que excluem a NAB do universo do investimento. Os acionistas do banco contratam a NAB, geralmente na assembléia geral anual, pedindo maior divulgação de emissões e financiamento reduzido para combustíveis fósseis. Grupos de protesto também cobriram telas de caixas eletrônicos para aumentar a conscientização sobre o medo da degradação ambiental da Grande Barreira de Corais. Além disso, alguns clientes da NAB transferiram seu dinheiro para bancos com um portfólio de emissões menos financiado.
No início de setembro de 2015, circularam relatórios de que a NAB havia descartado o financiamento da mina de carvão Adani Carmichael proposta, que seria a maior mina de carvão da Austrália e uma das maiores do mundo.

### Comissão Real Hayne
Uma comissão real foi estabelecida em dezembro de 2017 para investigar e relatar má conduta no setor bancário, de aposentadoria e de serviços financeiros. O estabelecimento da comissão seguiu revelações na mídia de uma cultura de ganância em várias instituições financeiras australianas. Uma investigação parlamentar subsequente recomendou uma comissão real, observando a falta de intervenção regulatória pelas autoridades governamentais relevantes e revelações posteriores de que instituições financeiras estavam envolvidas na lavagem de dinheiro para sindicatos de drogas, fecharam os olhos para o financiamento do terrorismo e ignoraram os estatutos. responsabilidades de relato e impropriedade no comércio de divisas.
Durante a Royal Commission, foi revelado que a subsidiária da NAB, MLC Limited, havia cobrado de alguns de seus clientes "taxas de contribuição de consultor" e "taxas de serviço do empregador" em seus produtos de aposentadoria. Por sua própria admissão, os executivos da NAB disseram à Royal Commission que os clientes podem não ter recebido nenhum serviço, apesar de cobrar uma taxa. A NAB tentou disfarçar essas taxas como comissões. No mês seguinte, a ASIC iniciou um processo civil no Tribunal Federal, alegando que as entidades de previdência privada pertencentes à NAB haviam deduzido US$ 100 milhões em taxas de mais de 300.000 clientes onde os serviços não foram prestados. Aparecendo perante a Comissão Real em novembro de 2018, o Chefe Executivo da NAB, Andrew Thorburn, defendeu a questão das taxas por falta de serviço como uma “questão de processo”, em vez de desonestidade. Dias antes, o presidente da NAB e o ex-Secretário do Tesouro Ken Henry compareceram defensivamente perante a Comissão Real, com algumas trocas tensas entre Henry e a advogada Rowena Orr.